# سارت-چیشما
سارت-چیشما (انگلیسی: Sart-Chishma) یک شهرک در شهرستان کارماسکالینسکی استان باشقیرستان کشور روسیه است.